# Chris Putnam
Chris Putnam ist ein US-amerikanischer Informatiker, der durch seinen Facebook-Hack 2005 bekannt wurde, der ihm auch eine Arbeitsstelle bei Facebook verschaffte.
Während er 2005 an der Georgia Southern University studierte, schrieb Putnam mit zwei Freunden einen Computerwurm, der sich in ganz Facebook verbreitet hat. Der Wurm benutzte Cross-Site-Scripting, um Benutzerprofile so zu ändern, dass sie denen von MySpace ähnelten, und löschte einige Kontaktdaten. Der Wurm wurde zu Putnam zurückverfolgt, und so wurde ein Mitbegründer von Facebook, Dustin Moskovitz, auf ihn aufmerksam. Moskovitz bot ihm ein Vorstellungsgespräch an, und einige Monate später zog Putnam nach Menlo Park und trat seine Arbeit bei Facebook an.
Während seiner vierjährigen Arbeit bei Facebook erstellte Putnam unter anderem die Video-Anwendung der Seite und half, die Funktion zum Hochladen von Fotos zu verbessern. 2010 verließ er Facebook. Sein Gesicht war eines der verfügbaren Emoticons im Facebook-Chat, verwendbar mit :putnam:.